# 约瑟夫·拉达波
约瑟夫·阿比奥顿·拉达波（英語：Joseph Abiodun Ladapo，1978年12月16日—）为美国医生及佛罗里达州卫生局局长，因传播关于COVID-19的误导性信息及倡导疫苗犹豫论而闻名。
在移民至美国后，拉达波在哈佛大学获得先后获得医学士及卫生政策博士学位，之后他于纽约大学担任教授并随后于加利福尼亚大学洛杉矶分校获得了终身教职。在2019冠状病毒病疫情期间，拉达波多次采用未经验证的方法治疗新冠，并多次反对口罩及疫苗强制令。此外他还多次质疑疫苗的安全性，并散播被专业医疗机构所批判的谣言。而在LGBT权益方面，拉达波反给对未成年跨性别及非二元性别者提供性別重置方面的医疗保健与咨询服务。

## 早年生活及教育
拉达波出生在尼日利亚，其父是微生物学家，后于五岁时随家人移民至美国。根据拉达波在其回忆录中的说法，他曾遭保姆的性虐待而留下心理创伤。他先是于2000年在威克森林大学获得了化学学士学位，就读期间为该校的明星运动员。随后他于2008年获得了哈佛医学院的医学士学位，并获得了哈佛大学文理研究生院的卫生政策博士学位。拉达波在贝斯以色列女执事医疗中心，即哈佛医学院附属教学医院完成了内科临床培训。

## 职业生涯
自哈佛毕业以后，拉达波先后在纽约大学医学院、贝尔维尤医院以及纽约蒂施医院工作，之后他获得了加州大学洛杉矶分校大卫·格芬医学院的终身教职。他在大卫·格芬医学院担任研究员，不过需要每周抽出一天的时间给病人看诊。

### 佛罗里达州卫生局局长
早在2020年初，拉达波就开始为《华尔街日报》撰写关于疫情的专栏文章。尽管他不具备关于传染病的相关知识，但却因质疑主流疫情防控手段而名声鹊起。他在专栏文章中还主张使用氯喹及伊维菌素等未经验证的治疗方式，并质疑疫苗的安全性。而且拉达波还反对封锁令及口罩强制令，并声称这是他在UCLA治疗新冠患者时所得到的经验。不过UCLA表示并没有安排拉达波参与新冠治疗，他的几名同事也证实了这一点。随后拉达波于同年晚些时候签署了《大巴灵顿宣言》，该宣言主张以“重点防护”的方式实现群体免疫，并允许较为健壮的个体感染病毒。
拉达波的专栏文章引发了佛罗里达州州长罗恩·德桑蒂斯的兴趣，因此德桑蒂斯于2021年9月21日将其任命为卫生局局长，取代了原来的斯科特·里夫基斯，但没有立刻在参议院通过。与此同时，佛罗里达大学聘用他为健康学院副教授，该聘用决定在校董事会主席（兼德桑蒂斯的顾问）向健康学院院长提交其建立后启动了快速招聘流程。虽然经投票通过了这一招聘决定，但很多投票者事后表示先前并不知道拉达波对新冠防疫的立场。
拉达波在被任命为局长时批评了民众对疫苗“毫无意义的崇拜”，并声称上任后将废除学生的强制隔离令。次月他在面见正在接受放疗的州参议员蒂娜·波尔斯基时拒绝戴口罩，并辩解称口罩会阻碍其交流。虽然参议院最终通过了其任命，不过他在加州大学洛杉矶分校的主管在对其进行背景调查时未对他做出正面评价，并表示他对新冠疫情采取放开的态度让人感到不安，而且他的行为违背了希波克拉底誓词。
拉达波曾反对健康的儿童接种新冠疫苗，使佛罗里达州成为了美国第一个违背美国疾病控制与预防中心及美国儿科学会指示的州。当拉达波在引用专家的意见以证明其观点时，被引用的专家皆反对其观点，并指责他单方论证。2022年10月，拉达波引用了一项匿名的非同行评审分析，以证明男性在接种RNA疫苗后死于心脏病的概率会提高，并建议18至39岁的男性不要接种疫苗。这一行为引来了一众医学专家的谴责，他们认为这一分析存在缺陷。大卫·戈尔斯基更是谴责他将伪科学武器化，并指出这是美国历史上首次有州政府将传播疫苗虚假信息作为官方政策。佛罗里达大学健康学院在调查后于2023年1月得出结论，认为拉达波的研究过程存在争议，甚至有可能违反了大学的诚信政策。
拉达波在整个2022年都在反对跨性别医疗保健，并谴责兒科學會与内分泌学会为了达成某种政治目的而支持此类行业，同时他还反对给青少年及儿童提供任何性转置治疗。
由于拉达波参与传播关于新冠疫情的虚假信息，他于2023年3月10日受到了美国疾病控制与预防中心与美国食品药品监督管理局的公开谴责。